# Khalid Boulahrouz
Khalid Boulahrouz, nizozemski nogometaš maroškega porekla, * 28. december 1981, Maassluis, Nizozemska.
Boulahrouz je upokojen nogometni branilec, kariero je zaključil v nizozemskem klubu Feyenoord iz Rotterdama.